# 週
週（しゅう、英語: week）とは、7日を1周期とする時間の単位である。7日のそれぞれは曜日と呼ばれ、日本語ではそれぞれ七曜の名を冠して日曜日、月曜日、火曜日、水曜日、木曜日、金曜日、土曜日と呼ばれる。7日を1週とする単位の由来は極めて古く、古代バビロニアに遡ると考えられている。
ちなみに、ローマ歴では当初1週間を8日とする制度とするヌンディナエ が使用され、古代エジプト・古代ギリシアやフランス革命暦では10日、ソビエト連邦暦では5日や6日を1週間とした。

## 歴史
キリスト教圏では、旧約聖書の『創世記』を引用して、創造主が世界を6日間で創り上げ7日目に休暇をとったことに由来すると説明されることが多い。また、バビロン捕囚によって週の習慣がユダヤ人に伝わったともいわれる説がある。天球上を移動する太陽、月、火星、水星、木星、金星、土星の7つの天体、いわゆる七曜が由来であるとも、太陰暦の1か月を4等分したことに由来するともいわれる。
- 月の満ち欠けがもとになったといわれ、新月、上弦の月、満月、下弦の月はおおよそ7日ごとに移り変わる。
- 7日単位で週を定義する習慣の起源は諸説あるが、遅くとも古代バビロニアでは既に導入されていた。古代バビロニアでは新月を基準に、朔望月の周期を4等分して、毎月7、14、21、28日を休日にした[4]。ただし、1か月は28日ではないので、厳密に7日周期の週が成立したとはいい難い。
- ユダヤ人は7日毎に神の休日、安息日を守ってきた。このような週の習慣は1世紀以降、キリスト教の「主の日」によって受け継がれた。

## 週の始まりと曜日の順序
現代の日本においては、カレンダーは日曜日から、予定を記入する手帳は月曜日から週を始めることが多い。後者の代表的な製品の一つである能率手帳は、週休二日制の定着に伴い1989年から月曜日始まりに変更された。

## 革命暦の週

### フランス革命暦の週
フランスで1793年11月24日から1805年12月31日まで（グレゴリオ暦）施行されたフランス革命暦では、従来の週を廃し、1か月を10日ずつの3つのデカード (décade) に分けた。これはフランス語で週を意味するスメヌ (semaine) とは別語だが、「週」と和訳されることがある。また、旬と訳すこともある。合理化を追求したためだが、苦痛に感じる国民が多かったため、デカード制は革命暦終了に先立って1802年に廃止された。

### ソビエト革命暦の週
ソビエト連邦で1929年から1940年まで施行されたソビエト革命暦では、従来の週を廃し、黄曜日、桃曜日、赤曜日、紫曜日、緑曜日からなる5日ずつの週に分けられた。しかし不評であったため、1931年12月1日からは6日ずつの週に変更された。だがこれも不評であったため、1940年に廃止された。

## 週に関する作品

### 音楽
- 一週間に十日来い - 五月みどり（作詞: 小島胡秋、作曲: 遠藤実）
- 一週間 - ロシア民謡（訳詞: 音楽舞踊団カチューシャ）
- ウンジャラゲ - ハナ肇とクレージーキャッツ（作詞: 藤田敏雄、作曲: 宮川泰）
- エイト・デイズ・ア・ウィーク - ビートルズ（作詞・作曲: レノン＝マッカートニー）
- everyday - 飯塚雅弓（作詞:岡崎律子、作曲:岡崎律子、編曲:長谷川智樹）
- 月火水木金土日のうた（作詞: 谷川俊太郎、作曲: 服部公一）
- 月月火水木金金（作詞:高橋俊策、作曲:江口源吾（夜詩））
- ぼくらそろって一週間 - こおろぎ'73、ヤング・フレッシュ(作詞: 若林一郎、作曲・編曲: 菊池俊輔)
- weeeek - NEWS（作詞・作曲: 作詞・作曲：GReeeeN、編曲：鈴木雅也、JIN）